# Liste des ordres, décorations et médailles de la république démocratique du Congo

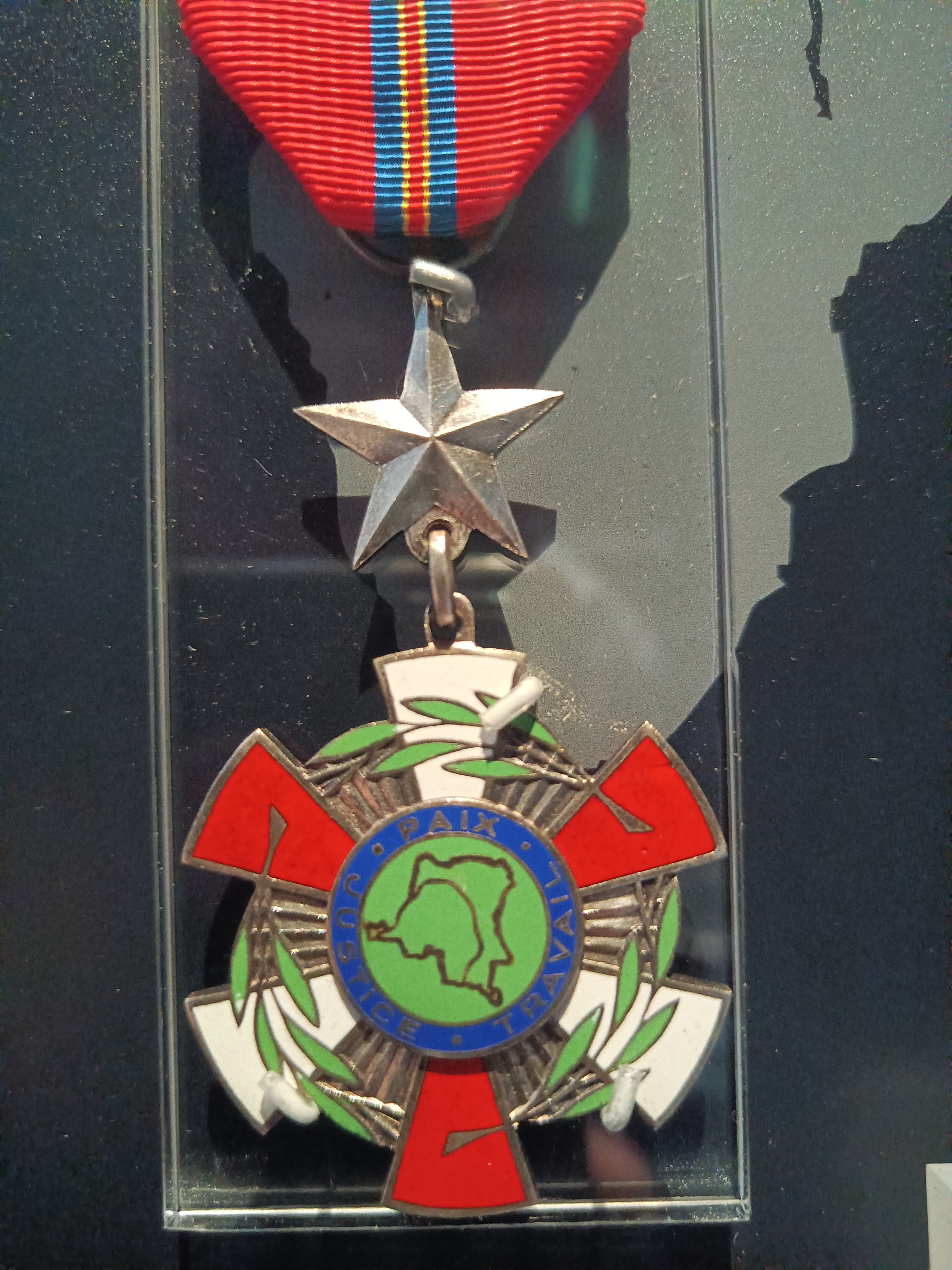
Ordre national du Zaïre décerné à l’astronaute américain Neil Armstrong

Plusieurs ordres, décorations et médailles destinés à honorer les citoyens congolais et étrangers pour leurs mérites civils, militaires ou leurs contributions exceptionnelles à la nation. Ces distinctions sont généralement attribuées par le président de la république, qui est le grand Maître des ordres nationaux.

## La grande chancellerie des ordres nationaux
Cet organisme est chargé de la gestion des distinctions honorifiques, des armoiries, ainsi que des drapeaux et étendards nationaux. Sur le plan administratif, il est rattaché à la maison militaire du président de la république, qui exerce la fonction de grand maître des ordres nationaux,

### Ordres nationaux
| Ruban | Ordre                                              | Caractéristique | Fondation                                                                         | Période          | Observations |
| ----- | -------------------------------------------------- | --- | --------------------------------------------------------------------------------- | ---------------- | --- |
|       | Ordre national du Leopard                          | L'Ordre national du Léopard est l'une des plus hautes distinctions honorifiques du pays. Il a été institué en 1966 sous le régime du président Mobutu Sese Seko. Cet ordre récompense les services éminents rendus à la nation, aussi bien par des citoyens congolais que par des étrangers,. | 20 mai 1966 par l'ordonnance-loi no 66-330 par le président Joseph-Désiré Mobutu. | 1966-1997        | Grand-Croix Grand Officier Commandeur Officier Chevalier |
|       | Ordre National « Héros-Nationaux, Kabila-Lumumba » | Créé par l'Ordonnance-loi nº74-016 du premier janvier 1974 pour récompenser officiellement les Officiers du Haut Commandement Militaire signataires de la proclamation de l'acte du 24 novembre 1965, instituant la deuxième République. Cet Ordre était fermé au public,.                    | Institué par l'Ordonnance-loi nº74-016 du premier janvier 1974                    | Toujours décerné | Grand Cordon « Kabila-Lumumba » Grand Officier Commandeur Officier Chevalier |
|       | Ordre du Mérite civique                            | L'Ordre du Mérite civique récompense les citoyens ayant accompli des actes de bravoure ou de service exceptionnel pour la communauté et le développement national. | Institué par l'Ordonnance-loi nº66-331 du 24 mai 1966                             | Toujours décerné | De longs services des magistrats, des Agents de l'administration publique et des personnes au service d'un employeur. Toute autre personne civile pour acte de courage ou de dévouement exceptionnel posé. |
|       | Ordre des Compagnons de la Révolution              | Créé par l'Ordonnance-loi nº74-016 du premier janvier 1974 pour récompenser officiellement les Officiers du Haut Commandement Militaire signataires de la proclamation de l'acte du 24 novembre 1965, instituant la deuxième République. Cet Ordre était fermé au public                      | Institué par l'Ordonnance-loi nº74-016 premier janvier 1974                       | Plus décerné     | |

### Décorations nationales
| Ruban | Ordre                                            | Caractéristique | Fondation                                              | Période          | Observations |
| ----- | ------------------------------------------------ | --- | ------------------------------------------------------ | ---------------- | ------------ |
|       | Médaille de la Bravoure militaire                | Cette médaille est attribuée aux membres des Forces armées de la république démocratique du Congo (FARDC) ayant fait preuve de courage et de bravoure au combat |                                                        | Toujours décerné |              |
|       | Médaille du Mérite militaire                     | Décernée aux militaires ayant accompli des services remarquables au sein des FARDC, cette médaille distingue l’engagement et le professionnalisme des soldats et officiers |                                                        | Toujours décerné |              |
|       | Médaille des Blessés de guerre                   | Elle est attribuée aux militaires blessés au combat ou dans le cadre de missions opérationnelles |                                                        | Toujours décerné |              |
|       | Médailles du Mérite Civique                      | Créée par l’Ordonnance n°66-331 du 24 Mai 1966 et destinée à récompenser : De longs services des Magistrats, des Agents de l’Administration Publique et des personnes au service d’un employeur. Toute autre personne civile pour acte de courage ou de dévouement exceptionnel posé,. | Institué par l’Ordonnance n°66-331 du 24 Mai 1966      | Toujours décerné |              |
|       | Médaille du Mérite Sportif                       | Créée par l’Ordonnance n°66-333 du 24 Mai 1966 et destinée à reconnaître la valeur de ceux qui font honneur au Congo par leur succès dans le domaine sportif ou les services rendus par ceux qui se dévouent à la cause du sport Congolais,.                                           | Institué par l’Ordonnance n°66-333 du 24 Mai 1966      | Toujours décerné |              |
|       | Médaille du Mérite Conjugal                      | Créée par l’Ordonnance n°83-204 du 16 Novembre 1983 et destinée à récompenser ou honorer les conjoints qui , unis de longues années durant, continuent résolument à partager une vie exemplaire commune au sein d’une même famille,                                                    | Institué par l’Ordonnance n°83-204 du 16 Novembre 1983 | Toujours décerné |              |
|       | Médaille du Mérite des Arts, Sciences et lettres | Créée par l’Ordonnance n°66-332 du 24 Mai 1966 et destinée à récompenser ceux qui se sont signalés par leurs Mérites artistiques scientifiques ou littéraires,. | Institué par l’Ordonnance n°66-332 du 24 Mai 1966      | Toujours décerné |              |
|       | Médaille du Mérite Agricole                      | Créée par l’Ordonnance n°66-334 du 24 Mai 1966 et destinée à reconnaître et récompenser les Agriculteurs individuels ou collectifs qui se sont distingués par des résultats exceptionnels ou par une activité assidue et persévérante dans le domaine agricole                         | Institué par l’Ordonnance n°66-334 du 24 Mai 1966      | Toujours décerné |              |
|       | Médaille du Mérite Maternel                      | Créée par l’Ordonnance n°83-205 du 16 Novembre 1983 et destinée à récompenser les mères d’enfants nombreux qui se sont particulièrement signalées en élevant dignement leurs enfants.                                                                                                  | Institué par l’Ordonnance n°83-205 du 16 Novembre 1983 | Toujours décerné |              |

## Procédure d’attribution
L’attribution des ordres, décorations et médailles est réglementée par des décrets et des lois. Les propositions sont généralement faites par des ministères, institutions publiques ou autorités locales, puis validées par le Président de la République. Une cérémonie officielle est organisée pour la remise des distinctions.